# Digenea
I digenei (Digenea Carus, 1863), o distomidi (Distòmidae), sono una sottoclasse di platelminti della classe dei Trematodi. Privi di uncini, sono provvisti di due ventose e sono lunghi da 0,5 a 30 mm.

## Ciclo vitale
I digenei hanno un ciclo di sviluppo molto complesso, caratterizzato da due fasi successive.

Inizialmente si ha una moltiplicazione agamica con diversi stadi larvali, dove un solo uovo può dare vita a migliaia di individui, e quindi il passaggio attraverso due ospiti: il primo è solitamente un mollusco gasteropode d'acqua dolce, mentre il secondo può essere un mammifero o un uccello. Un esempio è il ciclo vitale di Leucochloridium paradoxum.